# СЦ Партизан — Телеоптик
Спортски центар Партизан — Телеоптик (СЦ Партизан — Телеоптик), такође познат као Земунело (име је креирано да покаже сличност са Милановом фудбалском академијом и спортским центром, Миланелом), фудбалски је тренинг полигон ФК Партизан.
Комплекс се налази на површини од скоро 100.000 квадратних метара, у западном делу општине Земун. Овај центар користе све Партизанове селекције, а пореед тренинга, сениори црно-белих овде играју и пријатељске утакмице.

## Историја
У раним 90-их, генерални секретар Жарко Зечевић, спортски директор Ненад Бјековић, директор стадиона Александар Степановић и бивши тренер Ивица Осим одлучили су да пронађу идеално место за изградњу спортског центра. Прво место је било у близини хотела М на Бањици, други на Звездари и трећи у Земуну. Изградња је трајала око 6 година, спортски центар је званично отворен 28. маја 1998. године.

## Објекти
СЦ Партизан — Телеоптик се састоји од централне зграде са укупном површином од 4.000 квадратних метара, отворене сале, спортске хале и паркинг. Унутар зграде има објекте који укључују фитнес центар са теретаном, физиотерапеутски центар, сауну, парно купатило и базен за хидротерапију, образовне институције, медија центар, свлачионице и вешерај. Ту је и ресторан, трпезарија, сала за конференције, административне просторије и канцеларије ФК Партизан и ФК Телеоптик. Зграда има 19 станова за играче и техничко особље. Отворени део центра укључују седам терена са природном травнатом подлогом и два са вештачком травом.

## Будућност
У плану је изградња интерната у склопу СЦ Партизан — Телеоптик за младе играче. Будући објекат би требало да садржи 36 станова за младе играче, учионице, мали базен и фитнес центар.